# پسران ابرها
پسران ابرها: آخرین مستعمره (اسپانیایی: Hijos de las nubes, la última colonia‎) یک فیلم مستند اسپانیایی منتشرشده در سال ۲۰۱۲ است که به مردمی که در کمپ‌های پناهجویان در صحرای غربی زندگی می‌کنند می‌پردازد. این فیلم توسط آلوارو لونگوریا کارگردانی شده‌است. در سال ۲۰۱۳ این فیلم برای بهترین مستند جایزه گویا را کسب کرد.

## بازیگران
- خاویر باردم
- النا آنایا
- کارلوس باردم